# Briza maxima
Briza maxima é uma espécie de planta com flor pertencente à família Poaceae. 
A autoridade científica da espécie é L., tendo sido publicada em Species Plantarum 1: 70. 1753.
Os seus nomes comuns são abelhinhas, bole-bole-maior, bole-bole, bule-bule, bule-bule-grado, campainhas-do-diabo, chocalheira-maior, quilhão-de-galo.

## Portugal
Trata-se de uma espécie presente no território português, nomeadamente em Portugal Continental, no Arquipélago dos Açores e no Arquipélago da Madeira.
Em termos de naturalidade é nativa da Norte de África, Sudoeste Asiático, Europa meridional, incluindo Portugal Continental, e Arquipélago da Madeira e introduzida no Arquipélago dos Açores.

## Protecção
Não se encontra protegida por legislação portuguesa ou da Comunidade Europeia.